# 七つの時計
『七つの時計』（ななつのとけい、原題：The Seven Dials Mystery）は、1929年にイギリスの小説家アガサ・クリスティが発表した長編推理小説である。
本作品は『チムニーズ館の秘密』（1925年）から4年後という設定で、前作で初登場したロンドン警視庁のバトル警視登場2作目の作品である。前作では脇役だったバンドルとビル・エヴァズレーが本作品では主役として活躍するほか、ケイタラム卿、ジョージ・ロマックスなども前作に引き続いて登場する。また、本作品で「登場人物」欄に名を連ねない端役で登場するメルローズ大佐もケイタラム卿の友人として登場している。

## あらすじ
鉄鋼王サー・オズワルド・クートがケイタラム卿からチムニーズ館を借り受けていた期限が終わろうとするころ、ジミー・セシジャーとジェリー・ウェイド、ロニー・デヴァルー、ビル・エヴァズレーの4人はチムニーズ館に宿泊客として滞在していた。ある日、毎日昼近くまで寝ているジェリー・ウェイドを起こすためのイタズラを思いついたほかの3人は、夜中に8個の目覚まし時計をセットして朝を待った。しかし翌朝、目覚ましが鳴ってもジェリーは目覚めることはなかった。ジェリーは多量の睡眠薬を飲んで死亡していた。しかも、ベッドに仕掛けたはずの目覚まし時計が7個、マントルピースの上に並べられ、残りの1つは庭に投げ捨てられていた。
数日後、オズワルド・クートから返還されたチムニーズ館に戻ってきたケイタラム卿の娘バンドルは、自室の机の中から、ジェリーが義妹のロレーンに宛てた手紙を見つける。手紙には「セブン・ダイヤルズの一件、どうか忘れてくれ」と記されていた。翌朝ロンドンに向かうために車を飛ばしていたバンドルは、目の前に飛び出してきた男を何とかかわしたものの、路上に倒れたその男は「セブン・ダイヤルズ……伝えて……ジミー・セシジャー」と言い残して死亡した。車にはねられて死んだのではなく、実は射殺されたその男はジェリーの親友のロニー・デヴァルーだった。
ジェリーとロニーの死に共通するセブン・ダイヤルズに疑惑を感じたバンドルは、まずジミー・セシジャーに会いに行く。そこへちょうどジミーを訪れていたジェリーの義妹のロレーンとも出会い、ジミーと3人で情報交換しあう。どうやらセブン・ダイヤルズは国際的な秘密結社で、戦時中ドイツで諜報活動を行っていた際にその秘密を知ったジェリーはロニーに何か相談したのではないか、そして、ジェリーの死に疑問を感じたロニーがセブン・ダイヤルズのことを調べようとしたため、彼は消されたのではないかと。また、ジェリーの部屋のマントルピースの上に並べられていた7個の時計は、セブン・ダイヤルズを意味しているのではないかと。
さらにバンドルが、政府高官のジョージ・ロマックスがワイヴァーン荘で政治的なパーティーを開こうとしているところに、セブン・ダイヤルズから脅迫状が送られてきたという話を思い出して、2人にそのことを話す。そして、何かが起きるであろうそのパーティーにジミーとバンドルが出席することに決める。
さらにバンドルは、ロンドン警視庁に旧知のバトル警視を訪ねて、ジェリー・ウェイドとロニー・デヴァルーの死にセブン・ダイヤルズが関係していることを話し、セブン・ダイヤルズについての情報を求めたところ、この件に関わらないよう忠告される。それでもしつこく食い下がるバンドルに、バトルはしぶしぶながら、ビル・エヴァズレーに聞けば必要な情報が手に入るとヒントを与える。
翌晩、ビル・エヴァズレーに会ったバンドルは、イーストエンドにあるセブン・ダイヤルズ・クラブというナイトクラブを教えてもらい、彼にそこへ連れて行ってもらったところ、ひと月前までチムニーズ館の従僕だった、給仕のアルフレッドに出会う。翌夕、もう一度クラブを訪れたバンドルは、アルフレッドにクラブの中を案内させ、賭博室の奥の秘密の部屋がセブン・ダイヤルズの会合の部屋で、今晩その会合が行われると察知する。
その部屋の戸棚に隠れたバンドルは、そこに集まった時計の絵を描いたベールを被ったセブン・ダイヤルズのメンバーを見た。彼らはワイヴァーン荘で行われるパーティーと、その出席者の1人であるヘル・エーバーハルトの発明品が何百万ドルもの価値があり、何人もの人命と引き換えにする値打ちのものであることを話し合っていた。さらにバンドルは、彼らの組織のことを記したジェリー・ウェイドの手紙をバンドルに見つけられたのは、バウアの失策であると話すのを聞き及ぶ。バウアはチムニーズ館に新しく雇われた従僕だった。
ワイヴァーン荘のパーティーで、エーバーハルトが発明した鋼鉄の新しい製法の公式を記した書類をセブン・ダイヤルズが盗もうとしていると考えたバンドルとジミー・セシジャーは、パーティーに出席していたビル・エヴァズレーにそれまでの経緯を打ち明けて仲間に加え、ジミーとビルが交替で不寝番をすることにする。そしてその夜、格闘の音とともに、2発の銃声が屋敷中に響き渡る。

## 登場人物
- サー・オズワルド・クート - 鉄鋼王。2年間の期限でチムニーズ館を借り受けていた。
- マライア・クート - オズワルドの妻。
- ルーパート・ベイトマン - オズワルドの秘書。
- ケイタラム卿 - チムニーズ館の所有者。
- アイリーン（バンドル） - ケイタラム卿の娘。
- トレドウェル - ケイタラム卿の執事。
- ジョン・バウア - チムニーズ館の新顔の従僕。ドイツ人。
- ジミー・セシジャー - チムニーズ館の客。ベイトマンの学校時代の同級生。金持ちの御曹司。
- ビル・エヴァズレー -  チムニーズ館の客。バンドルの親友でジミーの友人。外交官。
- ロナルド（ロニー）・デヴァルー -  チムニーズ館の客。ジミーとビルの友人でジェリーの親友。外交官。
- ジェラルド（ジェリー）・ウェイド -  チムニーズ館の客。ジミーとビルの友人でロニーの親友。外交官。
- ロレーン・ウェイド -  ジェリーの義妹。
- ジョージ・ロマックス - 外務次官。ワイヴァーン荘の所有者。
- サー・スタンリー・ディグビー - 空相。
- テレンス・オルーク - 秘書官。
- ヘル・エーバーハルト - 発明家。ドイツ人。
- アンナ・ラツキー - 伯爵夫人。ハンガリー人
- モスゴロフスキー - セブン・ダイヤルズ・クラブの経営者。ロシア人。
- アルフレッド - セブン・ダイヤルズ・クラブの給仕。 チムニーズ館の元従僕。
- バトル - ロンドン警視庁の警視。

## 補足
- ウエストエンドにセブン・ダイアルズ地区がある。コヴェント・ガーデンの近くに17世紀末に造られた七叉路で、日時計の柱のある広場を中心に放射状に7本の路地がのび、広場に面した各角にパブがあった。19世紀まではロンドン有数のスラム街で、本作が書かれた20世紀初頭もその面影が残る場末のいかがわしい地域だった。ただし、本作に登場するセブン・ダイヤルズ・クラブはイーストエンドにあるため無関係である。

## 日本語版
| 出版年        | タイトル                | 出版社       | 文庫名等                        | 訳者       | 巻末                      | ページ数 | ISBNコード     | カバーデザイン                                           | 備考 |
| ------------- | ----------------------- | ------------ | ------------------------------- | ---------- | ------------------------- | -------- | -------------- | -------------------------------------------------------- | ---- |
| 1956年3月15日 | 七つの時計              | 早川書房     | ハヤカワ・ポケット・ミステリ235 | 赤嶺弥生   |                           | 240      |                |                                                          |      |
| 1963年7月5日  | 七つのダイヤル          | 東京創元社   | 創元推理文庫 105-20,Mク-2-8     | 中村能三   |                           | 368      | 978-4488105204 | 装画:ひらいたかこ 装幀;小倉敏夫                          |      |
| 1965年        | 冒険家クラブ 七つの時計 | 鶴書房盛光社 | ミステリ・ベストセラーズ        | 福島正実   |                           | 248      |                |                                                          |      |
| 1981年9月15日 | 七つの時計              | 早川書房     | ハヤカワ・ミステリ文庫HM 1-60   | 深町眞理子 | 訳者あとがき              | 374      | 4-15-070060-5  | 真鍋博                                                   |      |
| 1986年12月    | 七つの時計殺人事件      | 新潮社       | 新潮文庫 ク-3-13                | 蕗沢忠枝   | 蕗沢忠枝                  | 391      | 4-10-213514-6  | 野中昇                                                   |      |
| 2004年2月20日 | 七つの時計              | 早川書房     | クリスティー文庫 74             | 深町眞理子 | 古山裕樹 仮面の下に驚きを | 490      | 978-4151300745 | Hayakawa Design                                          |      |
| 2025年4月18日 | セヴン・ダイアルズ      | 東京創元社   | 創元推理文庫 105-54,Mク-2-32    | 山田順子   | 霜月蒼                    | 384      | 978-4488105549 | カバーイラスト:獄まいこ カバーデザイン:柳川貴代+Fragment |      |

## 映像化
- テレビドラマ「The Seven Dials Mystery」 (1981):ロンドン・ウィークエンド・テレビジョン制作